# Młoda Polska

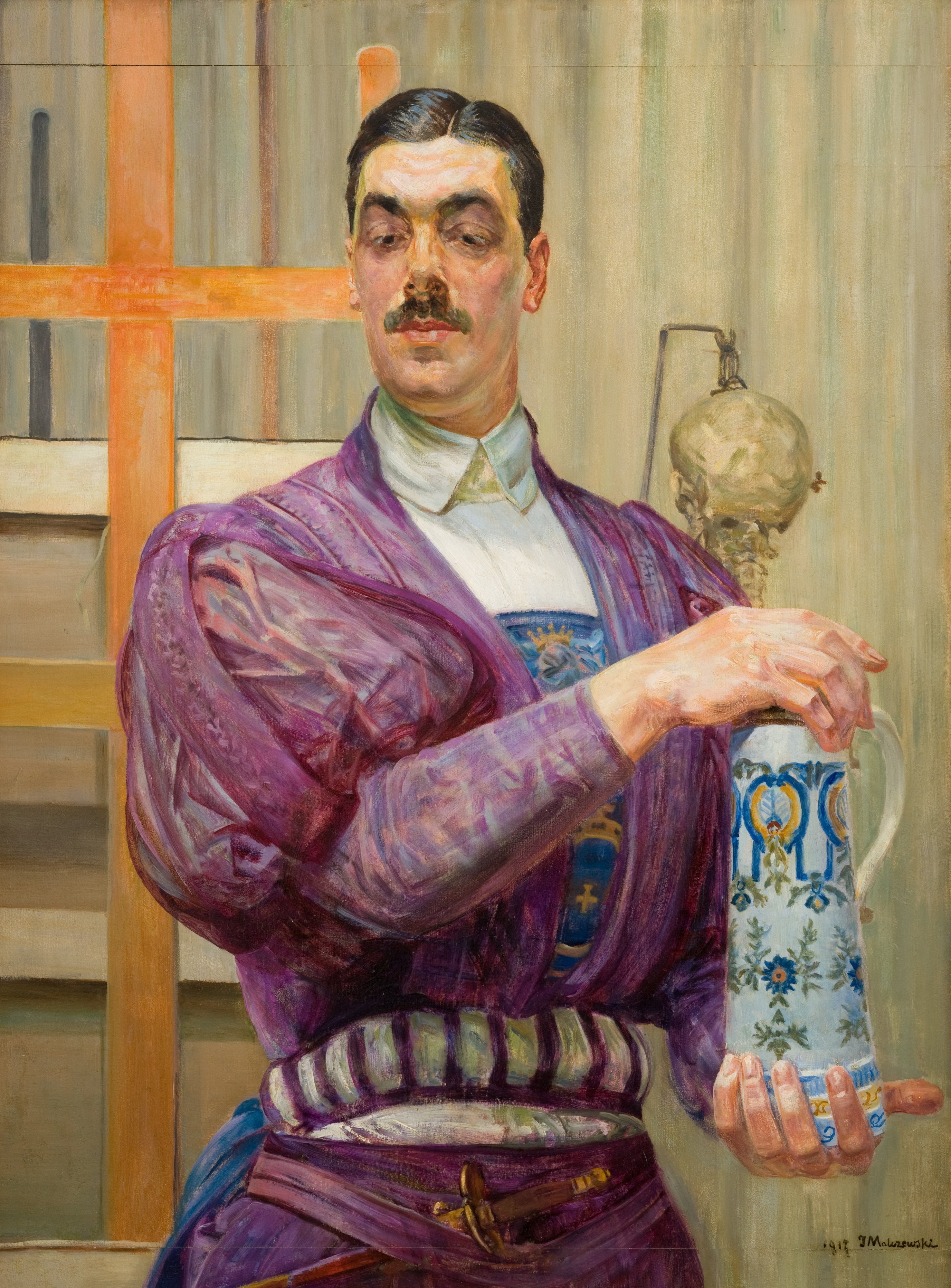
Jacek Malczewski, Młoda Polska, 1917, Muzeum Narodowe w Krakowie

Młoda Polska – polska odmiana modernizmu w literaturze, muzyce i sztuce polskiej, przypadająca na lata 1890–1918. Nazwa tego prądu artystycznego jest analogiczna do Młodych Niemiec lub Młodej Skandynawii.

## Idea Młodej Polski
Młoda Polska to okres w historii literatury i sztuki przypadający na czas twórczości dwóch pokoleń – pisarzy urodzonych w latach 60. i 70. XIX wieku. Rozwijała się jako odpowiedź na sytuacje: ideową, filozoficzną, polityczną i artystyczną końca wieku, które młodopolanie oceniali negatywnie.
Świadczyło o tym poczucie ogólnie pojmowanego kryzysu wartości i systemów filozoficznych (o charakterze przyrodniczym i materialistycznym, zastępowanych teraz myślami o charakterze idealistycznym, fantastycznym, irracjonalnym). Ówcześni twórcy uważali, że zachodnia cywilizacja nie ma już człowiekowi nic więcej do zaoferowania, a świat zmierza ku nieuchronnej katastrofie.
Na powszechne nastroje zagrożenia, bezsilności i dekadencką postawę wielu twórców wpłynęła sytuacja gospodarcza i polityczna, załamanie się systemu monarchii w wielu państwach europejskich – do głosu coraz częściej zaczęły dochodzić idee socjalistów. Przedstawiciele Młodej Polski obawiali się, że działania władców państw imperialistycznych mogą doprowadzić cywilizację na skraj zagłady. Wszystko to sprawiło, że młodopolscy artyści nie ufali – w przeciwieństwie do pokolenia swych ojców spod znaku pozytywizmu – staremu porządkowi świata.

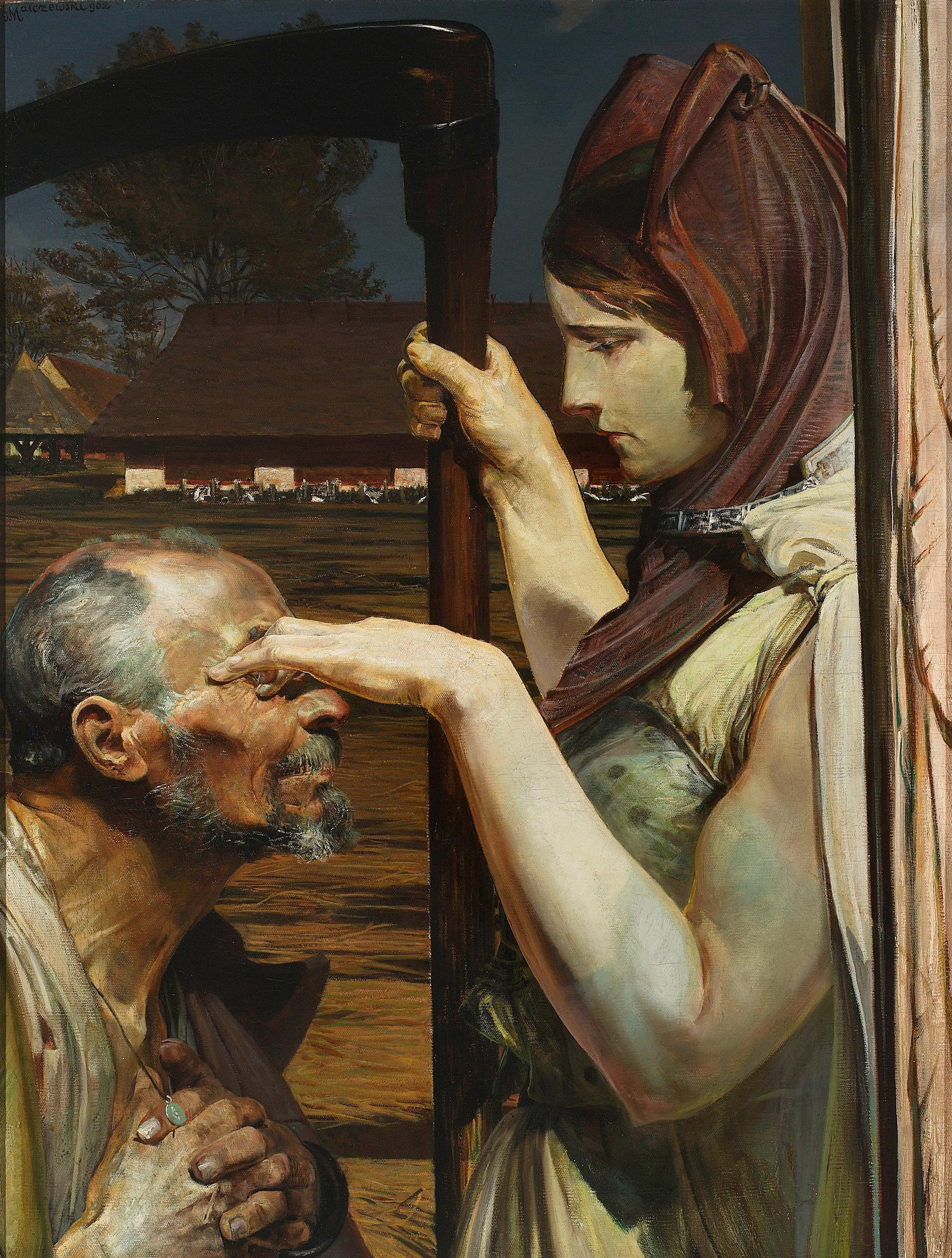
Jacek Malczewski, Śmierć, 1902

Główną inspirację przedstawiciele nowej epoki czerpali z filozofii Schopenhauera (patrz też: pesymizm), Nietzschego i Bergsona (patrz: witalizm, intuicjonizm) – myślicieli, głoszących m.in. powinność czy wręcz obowiązek powszechnego „przewartościowania wartości”. Często w utworach młodopolskich artystów zauważyć można również wpływy immoralizmu i odmienne niż klasyczne spojrzenie na estetykę. W latach 1900–1905 nastąpiły przemiany artystyczne i filozoficzne. Bunt modernistyczny i pesymizm zaczęły być wtórne. Leopold Staff ogłosił program poezji aktywnej i optymistycznej. Popularna stała się postać św. Franciszka z Asyżu. Nawet u najwybitniejszych nastąpiły odstąpienie od nastrojowości i nasilenie środków ekspresji.
Głównymi ośrodkami życia literacko-artystycznego Młodej Polski stały się Kraków i Lwów, dużego znaczenia nabrało również Zakopane (rozwijała się tzw. „poezja tatrzańska”, tworzona m.in. przez Kazimierza Przerwę-Tetmajera). Natomiast Warszawa została pozbawiona zasadniczych wyznaczników kultury, gdyż po powstaniu styczniowym panowała tam napięta sytuacja. Pomimo tego udało się jej jednak wprowadzić w sztukę młodopolską wybitną prozę (Stefan Żeromski, Władysław Reymont) i przeciętny estetyzm. Młoda Polska była okresem aktywizacji literackiej, przede wszystkim poetyckiej, czasopiśmienniczej oraz artystycznej. Na łamach typowo młodopolskiego pisma „Chimera” nastąpiło odkrycie poezji Norwida.
W związku z licznymi podróżami, odbywanymi przez młodopolskich twórców po najważniejszych ośrodkach kulturalnych Europy (np. Wiedeń, Paryż, Monachium), literatura polska – jak w żadnej innej epoce – zdołała „zsynchronizować się” z twórczością międzynarodową. Nastąpił też wzrost zainteresowania literaturą i sztuką Orientu (notabene: jeden z elementów wspólnych Młodej Polski i romantyzmu), objawiający się m.in. w przekładach starożytnych eposów hinduskich, m.in. Mahabharata.
Na twórczości młodopolskich artystów wzorował się m.in. Witold Gombrowicz.

## Założenia

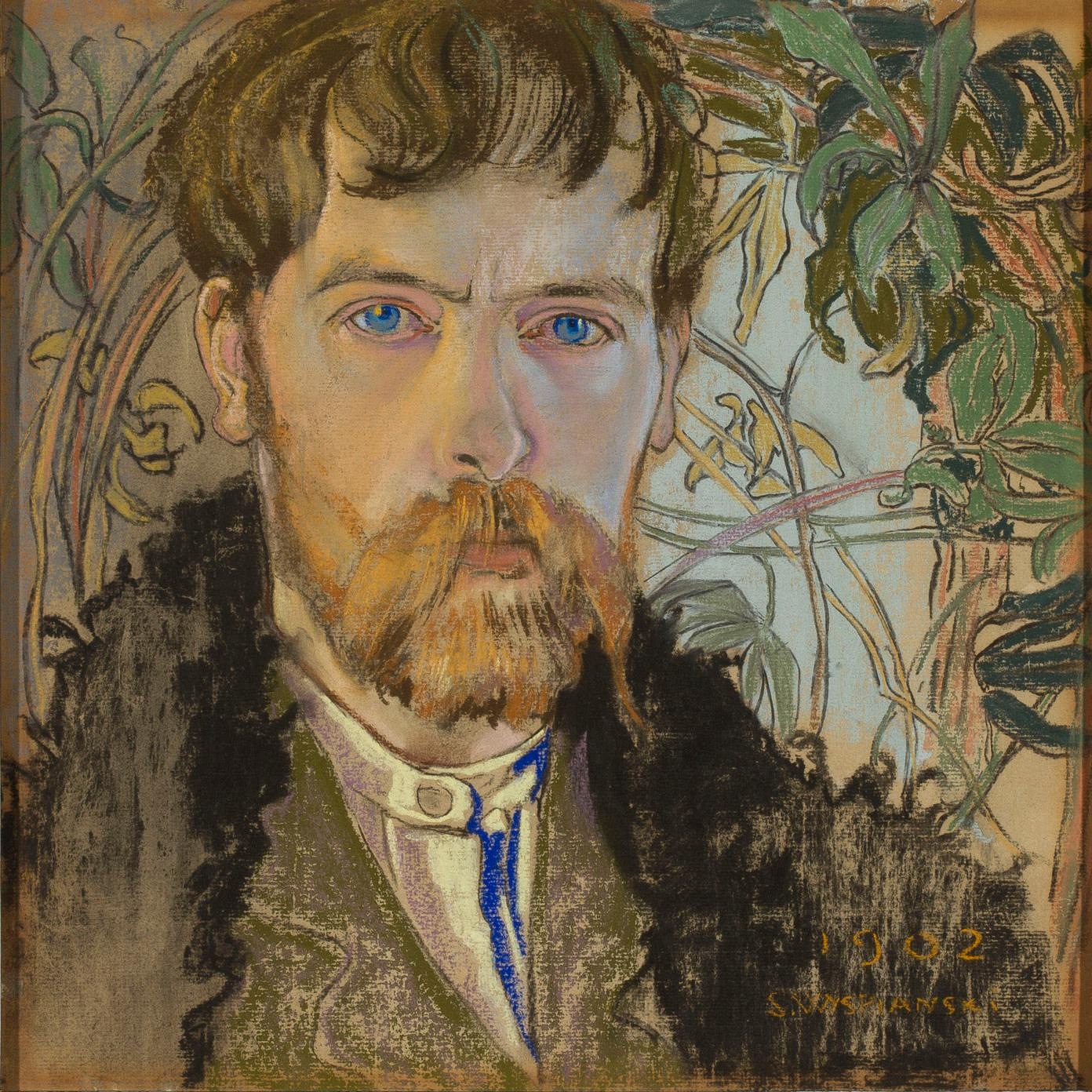
Stanisław Wyspiański, Autoportret, 1902

„Młoda Polska”, jako epoka, była protestem przeciwko standaryzacji i technicyzacji życia społecznego, obyczajowości mieszczańskiej i antagonizmom społecznym. Młodopolanie przeciwstawiali się (przez ośmieszenie, odrzucenie przyjętych konwenansów, ekstrawagancki ubiór – notabene przejawy tzw. buntu modernistycznego) ówczesnemu mieszczaństwu, określając je mianem „filisterstwa” (krytykę taką podjęła wielokrotnie Gabriela Zapolska, m.in. w dramacie „Moralność Pani Dulskiej”).
Ustosunkowując się do minionej epoki, młodopolanie przyjęli zdecydowaną postawę oskarżycielską w stosunku do pozytywistów, którym mieli za złe brak skutecznych działań i pogodzenie się z faktem podzielenia polskich ziem pomiędzy trzy sąsiednie mocarstwa. W tej kwestii epoka Młodej Polski była bardzo bliska epoce romantyzmu – oporu, walki z zaborcą (bunt modernistyczny), ale też w kwestii powrotu do tradycji i wartości narodowych (szczególną rolę odgrywał tu dramat).
Dążenia niepodległościowe w tamtym czasie wzrastały, nastąpił więc powrót do romantyzmu i poszukiwań symbolicznych i nastrojowych form ekspresji (patronami młodopolskich twórców szybko stali się tacy poeci, jak Cyprian Norwid czy Juliusz Słowacki). Zwrócono uwagę na takie formy uczuciowości jak: melancholia, rozpacz, pożądanie nirwany lub śmierci, tragizm istnienia, somnambulizm. Moderniści uważali, że nie istnieje obiektywna rzeczywistość, a każda sytuacja czy widok zależy od aktualnego stanu emocjonalnego podmiotu (wiąże się z tym także pojęcie tzw. psychizacji obrazu). Choć nadal interesowali się twórczością niektórych pozytywistów, młodopolscy pisarze zaczęli odbiegać od tematyki życia codziennego w tematy bardziej uniwersalne, fantastyczne (fascynacja snem, literatura oniryzmu).
W okresie tym rozwinęły się nowe tendencje literackie (i nie tylko), takie jak: neoromantyzm, symbolizm, ekspresjonizm, naturalizm, impresjonizm. Dla epoki Młodej Polski charakterystyczne były mieszanie stylów w literaturze i trudna do zdefiniowania tendencja w malarstwie czy rzeźbie.
Ważnym pojęciem wiążącym wszystkie sztuki była tzw. zasada powszechnych powinowactw – założenie, według którego każde przeżycie można opisać, posługując się określeniami charakterystycznymi dla każdego zmysłu. W efekcie doszło do zrodzenia techniki synestezji, polegającej na przypisywaniu cech np. wrażeniu wzrokowemu, wrażeń słuchowych (np. „głucha pustka” – wrażenie wzrokowe nacechowane „słuchowo”).
Idea powszechnych powinowactw zaowocowała też bliskimi kontaktami między pisarzami a muzykami, tworzącymi pod wpływem wiersza lub do słów poety. O szczególnej roli muzyki, jako sztuki „nieokreślonej; tej, którą można interpretować na wiele sposobów” przekonywali symboliści.
Twórcy młodopolscy chętnie podróżowali po ośrodkach kultury europejskiej: Paryżu, Monachium, Wiedniu.

## Manifest Artura Górskiego
Nazwa „Młoda Polska” pochodzi od tytułu cyklu artykułów Artura Górskiego, publikowanych na łamach krakowskiego „Życia”, w których skrytykował on pozytywistów i przedstawił program literacki młodych twórców. Były one manifestem wszystkich idei, które przedstawiciele Młodej Polski reprezentowali.
W programie zwrócono uwagę na ponadprzeciętność artysty, podniesiono go do rangi wieszcza, zwykłego człowieka zaś nazwano „filistrem”, czyli osobą ograniczoną. Żądano wolności oraz oddzielenia sztuki od dziedzictwa kulturowego. Powstaje hasło „sztuka dla sztuki” oznaczające rezygnację z obywatelskich powinności piśmiennictwa, a położenie nacisku na indywidualizm i jednostkowe przeżycie. Jednocześnie niektórzy twórcy kontynuowali problematykę wyzwoleńczą.

## Literatura
Dochodzą wówczas do głosu nowe prądy artystyczne i umysłowe, takie jak: neoromantyzm, dekadentyzm, katastrofizm, symbolizm, ekspresjonizm, impresjonizm czy franciszkanizm.
Literaci młodopolscy odrzucali racjonalistyczną filozofię pozytywizmu, nawiązywali do tradycji romantycznej (prymatu uczuć i emocji nad rozumem) oraz wiary w szczególną pozycję artysty w społeczeństwie (stąd inna nazwa epoki – neoromantyzm). W pierwszym dziesięcioleciu Młodej Polski obserwowano narastanie nastrojów dekadenckich, pesymistycznych, które znalazły wyraz przede wszystkim w poezji.
Należy przy tym wspomnieć, że na okres Młodej Polski przypada intensywny rozwój krytyki literackiej w kraju (na początku o charakterze nieukierunkowanym; utwory krytyczne powstawały często pod wpływem chwili, a opinie formułowano w sposób nieprzemyślany). Wśród ważniejszych krytyków literackich epoki wymienić można Zenona Przesmyckiego czy Wilhelma Feldmana.

## Malarstwo
W malarstwie młodopolskim trudno wyróżnić przeważającą tendencję, której skłaniała się większość twórców. W malarstwie typowo secesyjnym posługiwano się najczęściej liniami falistymi, operując półtonami, a jeśli już pełnymi barwami, to raczej zgaszonymi. Widoczne wśród prac licznych malarzy młodopolskich są wpływy sztuki orientalnej (nie tylko chińskiej czy japońskiej, ale np. jawajskiej), którą wówczas fascynowali się, uważając sztukę zachodnioeuropejską za przeżytek.
Wspomnieć należy też o rozwijającej się sztuce plakatu oraz rozwoju grafiki, przejawiającego się np. w pracach malarza Edwarda Okunia.

## Muzyka
W 1905 roku czterej kompozytorzy: Ludomir Różycki, Apolinary Szeluto, Karol Szymanowski i Grzegorz Fitelberg, mając finansowe wsparcie księcia Władysława Lubomirskiego, założyli Spółkę Nakładową Młodych Kompozytorów Polskich pod nazwą Młoda Polska. Siedzibą spółki był Berlin. Działali wspólnie mniej więcej do wybuchu I wojny światowej.
Kompozytorzy Młodej Polski chcieli tworzyć muzykę przede wszystkim oryginalną, a nie przystępną. Odczuwali potrzebę zestrojenia polskiego środowiska z atmosferą europejską. Głosili, że sztuka wielka może stać się narodową bez sięgania do skonwencjonalizowanego tymczasem folkloryzmu. Realizacja tego celu powiodła się jedynie Karolowi Szymanowskiemu.
Kompozytorem, który nie należąc formalnie do Młodej Polski, tworzył w stylu, który uważany jest za „młodopolski”, jest Mieczysław Karłowicz. Stylistycznie muzyka młodopolska najbardziej zbliżona była do europejskiego neoromantyzmu muzycznego, m.in. twórczości Richarda Straussa.

## Przedstawiciele

### Literaci
- Bogusław Adamowicz,
- Tadeusz Boy-Żeleński,
- Wacław Berent,
- Stanisław Brzozowski,
- Stanisław Korab-Brzozowski,
- Wincenty Korab-Brzozowski,
- Zdzisław Dębicki,
- Jan Kasprowicz
- Zygmunt Kawecki,
- Jan August Kisielewski,
- Antoni Lange,
- Jan Lemański,
- Bolesław Leśmian,
- Ignacy Maciejowski,
- Józef Mączka,
- Zofia Trzeszczkowska,
- Tadeusz Miciński,
- Stanisław Antoni Mueller,
- Andrzej Niemojewski,
- Franciszek Nowicki,
- Władysław Orkan,
- Artur Oppman,
- Bronisława Ostrowska,
- Włodzimierz Perzyński,
- Franciszek Mirandola,
- Kazimierz Przerwa-Tetmajer,
- Zenon Przesmycki,
- Stanisław Przybyszewski,
- Władysław Reymont,
- Wacław Rolicz-Lieder,
- Tadeusz Rittner,
- Lucjan Rydel,
- Wacław Sieroszewski,
- Edward Słoński,
- Leopold Staff,
- Ludwik Maria Staff,
- Ludwik Szczepański,
- Józef Weyssenhoff,

- Maryla Wolska,
- Stanisław Wyrzykowski,
- Stanisław Wyspiański,
- Gabriela Zapolska,
- Stefan Żeromski,
- Jerzy Żuławski,
- Maria Komornicka

### Malarze i graficy
- Teodor Axentowicz,
- Olga Boznańska,
- Jan Bukowski,
- Julian Fałat,
- Karol Frycz,
- Wojciech Gerson,
- Ludwik Konarzewski,
- Wojciech Kossak,
- Maurycy Lilien,
- Jacek Malczewski,
- Józef Mehoffer,
- Józef Pankiewicz,
- Włodzimierz Przerwa-Tetmajer,
- Ferdynand Ruszczyc,
- Jan Stanisławski,
- Władysław Ślewiński,
- Jan Talaga,
- Teofil Terlecki,
- Wojciech Weiss,
- Witold Wojtkiewicz,
- Leon Wyczółkowski,
- Stanisław Wyspiański.

### Rzeźbiarze
- Jan Raszka,
- Wacław Szymanowski.

### Kompozytorzy
- Grzegorz Fitelberg,
- Mieczysław Karłowicz,
- Ludomir Różycki,
- Apolinary Szeluto,
- Karol Szymanowski.